# Guilarà
Guilarà o Guílara (finals del segle x - Barcelona, ~959) fou bisbe de Barcelona des d'abans del 937 a després del 951.

La primera referència que hom té de Guilarà com a bisbe de Barcelona és indirecta, en una escriptura del 937 de donació del comte Sunyer I al Monestir de Sant Pere de Rodes, d'unes possessions al comtat de Girona que li havien provingut del bisbe barceloní Guilarà.
Més endavant, el 944, Guilarà va rebre unes rendes marineres de Tortosa, de part del comte Sunyer i la seva esposa Riquilda de Tolosa, per a construir una Canongia on viurien els canonges de la seu.
Però una de les actuacions amb més transcendència del bisbe Guilarà fou la cessió dels habitacles, a instàncies dels mateixos comtes Sunyer i Riquilda, per a la casa de religioses que posteriorment esdevindria el Monestir de Sant Pere de les Puel·les. Els comtes dotaren el monestir i en feren construir l'església que consagrà el bisbe Guilarà el 16 de juny de 945.
Encara hi ha notícia posterior del bisbe amb relació a la seva intervenció en la recuperació del castell d'Olèrdola el 950, de mans dels musulmans. Per aquesta raó, el castell i el terme d'Olèrdola van passar a la jurisdicció de la seu episcopal de Barcelona.
No se sap ben del cert quant més va durar el seu mandat ni qui va ésser el seu successor immediat.